# Государственная фельдъегерская служба Российской Федерации
Государственная фельдъегерская служба Российской Федерации (ГФС России) — федеральный орган исполнительной власти, осуществляющий функции по выработке государственной политики и нормативно-правовому регулированию в установленной сфере деятельности, а также специальные функции в сфере обеспечения федеральной фельдъегерской связи в России.
ГФС России входит в систему федеральных органов исполнительной власти, руководство деятельностью которых осуществляет Президент России и является составной частью сил и средств обеспечения безопасности России.
Относится к государственным военизированным организациям, которые имеют право приобретать боевое ручное стрелковое и иное оружие.
ГФС России возглавляет директор Государственной фельдъегерской службы России, назначаемый на должность и освобождаемый от должности Президентом России.

## История
История ГФС России берёт начало 17 декабря 1796 года, когда император Павел I подписал Указ о создании отдельного фельдъегерского корпуса. Личный состав Фельдъегерского корпуса (фельдъегеря́) обеспечивал доставку приказов, донесений, ценных бумаг, посылок, а также сопровождение высокопоставленных лиц.
В советский период на базе Фельдъегерского корпуса была образована Служба внешней связи при Управлении по командному составу Всероссийского Главного штаба, которая после Октябрьской революции 1917 года стала преемником императорского Фельдъегерского корпуса, затем несколько раз преобразовывалась и переходила в подчинение различным ведомствам (ВЧК — ГПУ — ОГПУ — НКВД, Министерство внутренних дел СССР, Министерство связи СССР).
С 1920 года — Фельдъегерский корпус РККА; с 6 августа 1921 года фельдъегерская связь создается в структуре ВЧК.
25 ноября 1991 года Управление фельдъегерской службы при Министерстве связи СССР преобразовано в Государственную фельдъегерскую службу РСФСР при Министерстве связи РСФСР.
30 сентября 1992 года Государственная фельдъегерская служба РСФСР при Министерстве связи РСФСР преобразована в Федеральное управление фельдъегерской связи при Министерстве связи Российской Федерации.
24 января 1995 года Федеральное управление фельдъегерской связи при Министерстве связи Российской Федерации было реорганизовано в Государственную фельдъегерскую службу Российской Федерации (ГФС России).
6 сентября 1996 года Государственная фельдъегерская служба Российской Федерации была преобразована в Государственную фельдъегерскую службу Российской Федерации Министерства связи Российской Федерации (ГФС Минсвязи России).
20 августа 1997 года Государственная фельдъегерская служба Российской Федерации Министерства связи Российской Федерации была преобразована в Государственную фельдъегерскую службу при Правительстве Российской Федерации.
17 мая 2000 года Государственная фельдъегерская служба при Правительстве Российской Федерации была преобразована в Государственную фельдъегерскую службу Российской Федерации (ГФС России).
В настоящее время подразделения фельдъегерской связи расположены во всех областных, краевых и республиканских центрах России, а также ряде крупных городов, имеющих важное экономическое значение.
17 октября 2020 Минфин России, в целях экономии государственных средств, предложил вернуть фельдъегерскую службу (ФГС) и службу судебных приставов (ФССП), а также ФСИН, в состав МВД России с сокращением численности органов внутренних дел на 10 % за счет перевода сотрудников подразделений, не участвующих в правоохранительной деятельности (медицинских, учебных, кадровых, финансовых и т. п.) в разряд гражданских служащих. МВД России выступило против предложенных реформ.

## Задачи
Согласно пункту 2 положения о ГФС России, основными задачами ГФС России являются:
- обеспечение доставки в города федерального значения, столицы и административные центры субъектов России и обратно, столицы государств - участников Соглашения о Межправительственной фельдъегерской связи отправлений особой важности, совершенно секретных, секретных и иных служебных отправлений (корреспонденция):
  - Президента России, органов законодательной, исполнительной и судебной власти России;
  - органов законодательной (представительной), исполнительной и судебной власти субъектов России и в случаях, предусмотренных решениями Правительства России, органов местного самоуправления;
  - сенаторов России, депутатов Государственной Думы;
  - депутатов законодательных (представительных) органов государственной власти субъектов России;
  - иных органов согласно перечню[a], утверждаемому Президентом России;

- обеспечение доставки за пределы территории России корреспонденции, а также технической документации и образцов промышленных изделий по решениям Президента России и Правительства России;
- обеспечение доставки корреспонденции глав государств и глав правительств, органов государственной власти государств - участников Соглашения о Межправительственной фельдъегерской связи;

- обеспечение доставки корреспонденции рабочих органов Содружества Независимых Государств, расположенных на территории России;

- управление территориальными органами ГФС России - управлениями по федеральным округам, региональными управлениями, управлениями, отделами и отделениями (территориальные органы) и организациями, обеспечивающими деятельность ГФС России, созданными для решения возложенных на нее задач и реализации ее полномочий (подведомственные организации).

## Деятельность

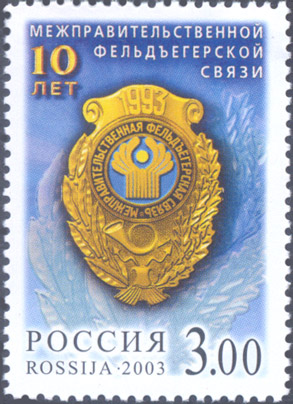
Почтовая марка 2003 года. 10 лет Межправительственной фельдъегерской связи

Подразделения фельдъегерской связи расположены во всех областных, краевых и республиканских центрах России, а также ряде крупных городов, имеющих важное экономическое значение. В единую систему органов федеральной фельдъегерской связи входят подразделения центрального аппарата, территориальные органы (5 управлений в городе Москве, 8 управлений по федеральным округам, 1 региональное управление, 85 отделов в столицах и административных центрах субъектов Российской Федерации, в городе Сочи и Ялте)[уточнить], а также структурные подразделения территориальных органов федеральной фельдъегерской связи в иных городах.
Органами федеральной фельдъегерской связи осуществляется доставка корреспонденции по 112 постоянно действующим маршрутам: 60 авиационным, 36 железнодорожным и 16 автомобильным. Ежесуточно в самолетах и поездах находится около 300 сотрудников федеральной фельдъегерской связи. Помимо этого, регулярно осуществляются встречи и проводы сотрудников Межправительственной фельдъегерской связи, прибывающих в Москву по 12 межгосударственным маршрутам.
Подразделения ГФС России регулярно принимают участие в доставке избирательных документов и протоколов об итогах голосования в период проведения выборов Президента Российской Федерации, депутатов Государственной Думы Федерального Собрания Российской Федерации, выборов в органы государственной власти субъектов Российской Федерации.
Сотрудники федеральной фельдъегерской связи состоят в кадрах МВД России, им присваиваются специальные звания сотрудников внутренней службы.

## Руководство

### Директор
ГФС России возглавляет директор Государственной фельдъегерской службы Российской Федерации, назначаемый на должность и освобождаемый от должности Президентом Российской Федерации. Директор несет персональную ответственность за выполнение возложенных на ГФС России задач в установленной сфере деятельности.
В новейшей российской истории главой фельдъегерской связи были:
- Валерий Валентинович Андреев (1991—1995).
- Виктор Никонорович Солкин (1995—1999).
- Андрей Григорьевич Черненко (1999—2002).
- Геннадий Александрович Корниенко (2002 — 25 июня 2012, № 886).
- Валерий Владимирович Тихонов (с 25 июня 2012, № 888).

### Заместители директора
Количество заместителей директора устанавливается Президентом Российской Федерации. С 09 августа 2023 года может быть назначено 3 заместителя директора ГФС.
На 11 октября 2023 года директор ГФС имеет следующих заместителей:
- Бочарников Владимир Алексеевич, генерал-лейтенант внутренней службы (с 1994 по 2000 — заместитель директора ГФС России; с 2000 по 2005 — первый заместитель директора ГФС России; с 2005 по настоящее время — заместитель директора ГФС России);
- Иванов Александр Юрьевич, действительный государственный советник Российской Федерации 2 класса[12].
- Шиенков Александр Александрович, генерал-майор внутренней службы[13].

## Структура
В систему ГФС России входят:
- центральный аппарат
- территориальные органы
- подведомственные организации

### Центральный аппарат
- Руководство ГФС России
  - Управление планирования и организации служебной деятельности
  - Управление кадрового и специального обеспечения
  - Управление тылового обеспечения
  - Управление делами
  - Группа советников, консультантов и помощников директора

#### Территориальные органы
- Управления ГФС России по федеральным округам
  - Отделы (отделения) в столицах и административных центрах субъектов России, соответствующих федеральных округов
- Региональное управление ГФС России по Республике Крым
  - Отдел ГФС России по Запорожской области
  - Отдел ГФС России по Херсонской области
  - Отдел ГФС России в г. Севастополе
  - Отдел ГФС России в г. Ялте
- 15 отдел ГФС России (г. Сочи)

##### Подведомственные организации
- ФГБУ «Отдел социально-бытового обслуживания сотрудников федеральной фельдъегерской связи»

## Награды
- Орден Трудового Красного Знамени (7 декабря 1972 года)[14].
- Две благодарности Президента РФ (1996[15], 2006[16]).
- Почётная грамота Президиума Верховного совета Российской Федерации (26 апреля 1993 года)[17]

## Ведомственные награды
- «Почетный знак»
- «Почетный сотрудник фельдъегерской службы»
- «За заслуги»
- «XXX лет в фельдъегерской службе»
- «XXV лет в фельдъегерской службе»
- «За верность долгу»
- «За трудовое отличие»
- «За усердие»
- «Ветеран фельдъегерской службы»
- «За службу»
- «За содействие»
- «За отличие»

## Образ в культуре
На российском телеканале НТВ выходил телесериал «Груз», героями которого были сотрудники фельдъегерской службы, выполняющие самые разнообразные задания с риском для жизни.

## Комментарии
1. ↑  Перечень органов (Указ Президента РФ от 10.12.2013 № 897)

Администрация Президента; Аппарат Правительства; Генеральная прокуратура, прокуратуры субъектов, приравненные к ним военные и другие специализированные прокуратуры; Центральный аппарат Следственного комитета и подразделения центрального аппарата (в том числе по федеральным округам); главные следственные управления и следственные управления СКР по субъектам и приравненные к ним специализированные (в том числе военные) следственные управления и следственные отделы СКР; Судебный департамент при Верховном Суде, управления (отделы) Суддепа в субъектах; ЦИК России, избирательные комиссии субъектов; Счетная палата РФ; Банк России.